# 埃德尔河畔特朗
埃德尔河畔特朗（法語：Trans-sur-Erdre）是法国大西洋卢瓦尔省的一个市镇，属于沙托布里扬-昂斯尼区（Ancenis）。该市镇总面积22.56平方公里，2009年时的人口为931人。

## 人口
埃德尔河畔特朗人口变化图示